# Ephedrus dioscoreae
Ephedrus dioscoreae är en stekelart som beskrevs av Bhagat 1982. Ephedrus dioscoreae ingår i släktet Ephedrus och familjen bracksteklar. Inga underarter finns listade i Catalogue of Life.